# Acht van Chaam
El Acht van Chaam (lit: Vuit de Chaam) és una competició ciclista que es disputa anualment als Països Baixos. La cursa es disputa pels voltants de la ciutat de Chaam, Alphen-Chaam, al Brabant del Nord. Des del 1999 té format de critèrium i es disputa pocs dies després de finalitzar el Tour de França. Des de 1992 se'n disputa una prova femenina.

## Palmarès masculí
| Any     | Vencedor             | Segon                   | Tercer               |
| ------- | -------------------- | ----------------------- | -------------------- |
| 1933    | Matthijs van Oers    | Armand Haesendonck      | Frans Dictus         |
| 1934    | Frans Dictus         | Edward Vissers          | Camiel Michielsen    |
| 1935    | Karel Kaers          | Cees Pellenaars         | Frans Dictus         |
| 1936    | Karel Kaers          | Alfons Korthout         | Frans Spiessens      |
| 1937    | Gerrit van de Ruit   | Theo Middelkamp         | Frans Slaats         |
| 1938    | Karel Kaers          | Gerrit Schulte          | Theo Middelkamp      |
| 1939    | Gerrit Schulte       | John Braspennincx       | Janus Hellemans      |
| 1940    | Cor de Groot         | Cees Valentijn          | Frans Pauwels        |
| 1941-46 | No disputat          |                         |                      |
| 1947    | Cees Joosen          | Piet van As             | Louis Motké          |
| 1948    | André de Korver      | Theo Hopstaken          | Cees Joosen          |
| 1949    | John Braspennincx    | Joep Savelsberg         | Piet van As          |
| 1950    | Wout Wagtmans        | Gérard van Beek         | Gerrit Voorting      |
| 1951    | Karel Leysen         | Henk Faanhof            | René Mertens         |
| 1952    | Wout Wagtmans        | Gerrit Voorting         | Piet van As          |
| 1953    | Wim van Est          | Gerrit Voorting         | Adri Voorting        |
| 1954    | Gerrit Voorting      | Wim van Est             | Marcel Janssens      |
| 1955    | Wim van Est          | Jan Konings             | Gijs Pauw            |
| 1956    | Rik Van Steenbergen  | Gerrit Schulte          | Gerrit Voorting      |
| 1957    | Frans Mahn           | Leo van de Brand        | Bran van Sluijs      |
| 1958    | Rik Van Steenbergen  | Wim van Est             | Leo Prost            |
| 1959    | Joop van der Putten  | Leo van der Pluym       | Bram Kool            |
| 1960    | Rik Van Steenbergen  | Albert van Egmond       | Piet Damen           |
| 1961    | Rik Luyten           | Joseph Groussard        | Piet Damen           |
| 1962    | Willy Vannitsen      | Rik Luyten              | Joop van der Putten  |
| 1963    | Jo de Roo            | Guillaume Van Tongerloo | Wim van Est          |
| 1964    | Jo de Roo            | Jan Boonen              | Jaap Kersten         |
| 1965    | Cees Lute            | Gerben Karstens         | Peter Post           |
| 1966    | Gerben Karstens      | Jozef Verachtert        | Rik Luyten           |
| 1967    | Jo de Roo            | Gerard Vianen           | John Brouwer         |
| 1968    | Marinus Wagtmans     | Jan Janssen             | Cees Zoontjens       |
| 1969    | Jan van Katwijk      | Gerben Karstens         | Jan Harings          |
| 1970    | Jan Krekels          | Harry Stevens           | Leen Poortvliet      |
| 1971    | Marinus Wagtmans     | Gustaaf Van Roosbroeck  | Gerard Harings       |
| 1972    | Tino Tabak           | Marian Polansky         | Jos van der Vleuten  |
| 1973    | Joop Zoetemelk       | Gerben Karstens         | Henk Benjamins       |
| 1974    | Piet van Katwijk     | Albert Hulzebosch       | Jos Schipper         |
| 1975    | Tino Tabak           | Joop Zoetemelk          | Patrick Sercu        |
| 1976    | Aad van den Hoek     | Ronald De Witte         | Hennie Kuiper        |
| 1977    | Dietrich Thurau      | Rik Van Linden          | Wilfried Wesemael    |
| 1978    | Gerrie Knetemann     | Jan Raas                | Theo Smit            |
| 1979    | Gerrie Knetemann     | Jan Raas                | Hennie Kuiper        |
| 1980    | Jan Raas             | Leo van Vliet           | Piet van Katwijk     |
| 1981    | Roy Schuiten         | Johan van der Velde     | Adri van Houwelingen |
| 1982    | Johan van der Velde  | Peter Winnen            | Jan Raas             |
| 1983    | Henk Lubberding      | Frits Pirard            | Jan Raas             |
| 1984    | Jacques Hanegraaf    | Gerard Veldscholten     | Leo van Vliet        |
| 1985    | Eddy Planckaert      | Adrie van der Poel      | Jan van Houwelingen  |
| 1986    | Adrie van der Poel   | Johan van der Velde     | Steven Rooks         |
| 1987    | Erik Breukink        | Stephen Roche           | Pedro Delgado        |
| 1988    | Steven Rooks         | Pedro Delgado           | Gerrit Solleveld     |
| 1989    | Jelle Nijdam         | Jean-Paul van Poppel    | Sean Kelly           |
| 1990    | Gerrit Solleveld     | Olaf Ludwig             | Erik Breukink        |
| 1991    | Gert-Jan Theunisse   | Jean-Paul van Poppel    | Jelle Nijdam         |
| 1992    | Jean-Paul van Poppel | Jelle Nijdam            | Jan Siemons          |
| 1993    | Eddy Bouwmans        | Zenon Jaskuła           | Gert Jacobs          |
| 1994    | Serhí Uixakov        | Hendrik Redant          | Maarten den Bakker   |
| 1995    | George Hincapie      | Thomas Fleischer        | Servais Knaven       |
| 1996    | Mike Weissmann       | Johan Capiot            | Jeroen Blijlevens    |
| 1997    | Adrie van der Poel   | Servais Knaven          | Erik Dekker          |
| 1998    | Jeroen Blijlevens    | Robbie McEwen           | Léon van Bon         |
| 1999    | Michael Boogerd      | George Hincapie         | Servais Knaven       |
| 2000    | Marco Pantani        | Léon van Bon            | Jans Koerts          |
| 2001    | Servais Knaven       | Jans Koerts             | Jan Ullrich          |
| 2002    | Erik Dekker          | Servais Knaven          | Rudi Kemna           |
| 2003    | Servais Knaven       | Aleksandr Vinokurov     | Alessandro Petacchi  |
| 2004    | Ivan Basso           | Max van Heeswijk        | Thor Hushovd         |
| 2005    | Tom Boonen           | Léon van Bon            | Servais Knaven       |
| 2006    | Michael Boogerd      | Stef Clement            | Steven de Jongh      |
| 2007    | Koos Moerenhout      | Mauricio Soler          | Bram Tankink         |
| 2008    | Óscar Freire         | Robbie McEwen           | Lars Boom            |
| 2009    | Laurens ten Dam      | Andy Schleck            | Steven de Jongh      |
| 2010    | Niki Terpstra        | Robert Gesink           | Servais Knaven       |
| 2011    | Johnny Hoogerland    | Fränk Schleck           | Niki Terpstra        |
| 2012    | Bauke Mollema        | Tom Veelers             | Haimar Zubeldia      |
| 2013    | Marcel Kittel        | Danny van Poppel        | Boy van Poppel       |
| 2014    | Niki Terpstra        | Lars Boom               | Tom Veelers          |
| 2015    | Robert Gesink        | Daniel Teklehaimanot    | Stef Clement         |
| 2016    | Stef Clement         | Bauke Mollema           | Danny van Poppel     |
| 2017    | Chris Froome         | Bauke Mollema           | Dylan Groenewegen    |
| 2018    | Tom Dumoulin         | Steven Kruijswijk       | Mathieu van der Poel |
| 2019    | Egan Bernal          | Steven Kruijswijk       | Dylan Groenewegen    |

## Palmarès femení
| Any     | Vencedora                     | Segona               | Tercera               |
| ------- | ----------------------------- | -------------------- | --------------------- |
| 1992    | Monique Knol                  | Margaretha Groen     | Anette Artmann        |
| 1993-00 | No disputat                   |                      |                       |
| 2001    | Leontien Zijlaard-van Moorsel | Andrea Bosman        | Sandra Rombouts       |
| 2002    | Leontien Zijlaard-van Moorsel | Madeleine Lindberg   | Sandra Rombouts       |
| 2003    | Vera Koedooder                | Ghita Beltman        | Elsbeth Van Rooy-Vink |
| 2004    | Leontien Zijlaard-van Moorsel | Arenda Grimberg      | Daphny van den Brand  |
| 2005    | No disputat                   |                      |                       |
| 2006    | Suzanne de Goede              | Sandra Rombouts      | Marianne Vos          |
| 2007    | Marianne Vos                  | Ellen van Dijk       | Regina Bruins         |
| 2008    | Vera Koedooder                | Jaccolien Wallaard   | Lizzie Armitstead     |
| 2009    | Marianne Vos                  | Nikki Harris         | Arenda Grimberg       |
| 2010    | Chantal Blaak                 | Hanka Kupfernagel    | Loes Gunnewijk        |
| 2011    | Marianne Vos                  | Vera Koedooder       | Sarah Düster          |
| 2012    | Nina Kessler                  | Esra Tromp           | Rebecca Talen         |
| 2013    | Thalita de Jong               | Amy Pieters          | Loes Gunnewijk        |
| 2014    | Marianne Vos                  | Vera Koedooder       | Thalita de Jong       |
| 2015    | Thalita de Jong               | Hanka Kupfernagel    | Vera Koedooder        |
| 2016    | Marianne Vos                  | Anna van der Breggen | Thalita de Jong       |
| 2017    | Marianne Vos                  | Anna van der Breggen | Nina Kessler          |
| 2018    | Marianne Vos                  | Lauretta Hanson      | Natalie van Gogh      |
| 2019    | Marianne Vos                  | Annemiek van Vleuten | Floortje Mackaij      |